# Ju-on
Bei Ju-on handelt es sich um eine Reihe von Horrorfilmen aus Japan über einen Fluch, der einen Vorort von Tokio heimsucht. Ju-on (jap. 呪怨) bedeutet wörtlich übersetzt „Groll“ oder „Missgunst“.

## Filme und Serien

### Ju-on (2000) / Ju-on 2 (2000)
Die ersten Folgen der Ju-on-Reihe wurden in Japan als V-Cinema produziert; aufgrund ihrer Popularität wurden sie durch Regisseur Takashi Shimizu als Kinofassungen neu verfilmt. Außerhalb Japans sind die Filme unter dem Namen „Ju-on: The Curse“ bekannt, wobei „The Curse“ die englische Übersetzung des japanischen Titels ist.

### Ju-on: The Grudge (2002)
Als die junge Altenpflegerin Rika Nishina sich um eine pflegebedürftige, anscheinend allein lebende Frau kümmern soll, wird die Situation in dem Haus zunehmend rätselhafter. Als die Altenpflegerin sich eines Nachts ins Bett legt und von einer jungen Frau und ihrem jungen Kind überrascht wird, beginnt sie, Nachforschungen anzustellen. Es stellt sich heraus, dass in dem Haus der Ehemann Takeo Saeki seine Frau Kayako (geborene Kawamata) und die schwarze Katze der Familie grausam getötet und dann die Leiche von Kayako auf dem Dachboden, eingehüllt in einem Plastiksack, versteckt hat. Der Sohn Toshio konnte sich in einem Schrank im 2. Stockwerk des Hauses verstecken. Der Grund des Mordes war, dass Takeo herausgefunden hatte, dass seine Frau Kayako ihn gar nicht liebte, sondern einen ehemaligen Mitstudenten namens Tsuyoshi. Auch stellte sich heraus, dass Tsuyoshi der Vater von Toshio ist.
In einer alten Legende heißt es, wenn ein Mensch unter großem Groll stirbt, bleibt die Seele zurück und wird bis in alle Ewigkeit nach Erlösung streben. Jeder, der diesen Ort betritt, wird von dem Fluch erfasst und ist später tot oder verschwunden.
Als die Altenpflegerin immer öfter seltsame Dinge um sich herum passieren sieht, merkt sie, dass sie dem Fluch unheilvoll ausgeliefert ist. Auch sie wird am Ende des Films umgebracht, allerdings von Takeos Geist.
Der Film war ein großer Erfolg auf dem Fantasy Filmfest 2003.

### Ju-on: The Grudge 2 (2003)
Die Hauptfigur des Films ist die schwangere Schauspielerin Kyoko Harase, die ihren Ruhm Rollen in vielen Grusel- und Horrorfilme verdankt. Als sie eine Dokumentation in dem Haus des Fluches macht, verläuft alles ziemlich problemlos. Bei den Aufnahmen an der Treppe, an der die junge Altenpflegerin damals starb, hört der Tonmeister ein schrilles Pfeifen, Rauschen in seinem Ohr, welches von dem Mikro der Schauspielerin kommt. Dennoch sehen und merken sie nichts.
Nach und nach verschwinden alle Crew-Mitglieder bis auf den Regisseur und Kyoko, die trotz vieler Vorfälle ein gesundes Kind gebärt – dieses ist allerdings Kayako...

### Ju-on: White Ghost (2009)
Anlässlich des 10-jährigen Jubiläums der Reihe wurden zeitgleich zwei neue Filme gedreht, die wie die ersten beiden Filme aus einzelnen Episoden bestehen. Takashi Shimizu und Taka Ichise kehrten hierfür als Produzenten und zum Teil auch als Drehbuchautoren zurück. Jeder der beiden Gruselfilme wurde jedoch von einem anderen Regisseur betreut. Der eine Film trägt den Titel Ju-on: White Ghost, im Original Juon: Shiroi Rōjo (呪怨 白い老女), und wurde von Ryūta Miyake inszeniert.

### Ju-on: Black Ghost (2009)
Ju-on: Black Ghost, im Original Juon: Kuroi Shōjo (呪怨 黒い少女), kam zeitgleich mit Ju-on: White Ghost am 27. Juni 2009 in die japanischen Kinos. Verantwortlich für die Regie und auch das Drehbuch war Mari Asato.
Beide Filme liefen nur in den japanischen Kinos und wurden lediglich in Großbritannien und den USA lizenziert und veröffentlicht. In Deutschland sind die beiden Filme nur als Import in japanischer Sprache und mit englischen Untertiteln erhältlich.

### Ju-on: The Beginning of the End (2014)
Ju-on: The Beginning of the End, im Original Juon: Owari no Hajimari, ist ein 2014 erschienenes Reboot der Reihe. Im Fokus steht wieder der Fluch der Familie Saeki, diesmal jedoch mit einer anderen Hintergrundgeschichte. Die Regie übernahm Masayuki Ochiai.

### Ju-on: The Final Curse (2015)
Ju-on: The Final Curse, im Original Juon: Za fainaru, wurde im Juni 2015 in Japan veröffentlicht. Der Film ist die Fortsetzung von Ju-on: The Beginning of the End, die Regie übernahm erneut Masayuki Ochiai.

### Sadako vs. Kayako (2016)
Bei Sadako vs. Kayako handelt es sich um ein Crossover von Ju-on und dem Ring-Franchise. Der Film spielt in einer eigenen Zeitlinie und hat folglich keinerlei Einfluss auf die Geschichte der bisherigen Ring- und Ju-on-Werke.

### Ju-On: Origins (2020)
Am 3. Juli 2020 erschien auf Netflix die sechsteilige Serie Ju-On: Origins.

## US-amerikanische Neuverfilmungen und Fortsetzungen
2004 erschien mit Der Fluch – The Grudge eine US-amerikanische Neuverfilmung von Ju-on: The Grudge. Die Neuverfilmung wurde 2006 mit Der Fluch – The Grudge 2 und 2009 mit Der Fluch – The Grudge 3 fortgesetzt. 2020 erschien mit einem weiteren Film namens The Grudge ein Sidequel und vierter Teil der US-amerikanischen Reihe.

## Juon – video side (Joshō)
Bei Juon – video side (Joshō) handelt es sich um ein Manga. In Deutschland wurde er unter dem Titel Ju-on: The Grudge veröffentlicht.
Die Handlung knüpft da an, wo der Film nicht mehr weitererzählt: Was ist mit dem Makler aus „The Grudge: Der Fluch“ passiert, der den Leuten das Haus vermietet hat? Was für eine Auswirkung hat der Fluch auf sein Leben? Fragen, die bei „The Grudge: Der Fluch“ oder „Ju-on: The Grudge“ offenblieben, werden mit dem Manga beantwortet.